# Коронаційна медаль Королеви Єлизавети II
Коронаційна медаль Королеви Єлизавети II — британська медаль, започаткована на честь коронації королеви Єлизавети II.
Загалом було нагороджено 138 214 осіб, в тому числі:
- 11 561 австралійців
- 12 500 канадців

## Опис
- Кругла срібна медаль діаметром 31,7 мм. На аверсі зображено профіль Єлизавети II.
- На реверсі накреслено королівський вензель EIIR, увінчаний великою короною. Також на зворотному боці медалі присутній напис QUEEN ELIZABETH II CROWNED і дата 2 червня 1953.
- Темно-червона стрічка 31,7 мм завширшки з двома темно-синіми смугами в центрі та двома білими по краях.
- Медалі випускались без інших написів, окрім 37 примірників, які отримали члени експедиції Едмунда Гілларі на Еверест у 1953 році. На цих медалях був накреслений напис: Гора Еверест.